# داريا سافاي
داريا سافاي (بالفارسية: دریا صفایی) هي ناشطة حقوق الإنسان إيرانية بلجيكية ولدت في 7 أبريل عام 1975 في مدينة طهران عاصمة إيران.

## حياتها المبكرة
نشأت في الجمهورية الإسلامية الإيرانية بعد ثورة 1979. وهناك شهدت بنفسها كيف عاشت كإمرأة مضطهدة في ديكتاتورية دينية آنذاك علي حد وصفها.

## الاحتجاجات في طهران
كانت طالبة في السنة الأخيرة في طب الأسنان في جامعة طهرانفي عام 1999، عندما شاركت في احتجاج الطلاب القمعي الدموي ضد النظام الديني مع زوجها سعيد باشتيرتاش، أحد قادة حركة الاحتجاج. ونتيجة لذلك، ألقي القبض عليها وانتهى بها المطاف في السجن. وبعد الإفراج عنها مؤقتًا بكفالة، قررت الهرب مع زوجها عبر تركيا إلى بلجيكا. وتم الحُكم عليها غيابياً بالسجن لمدة عامين من قبل محكمة الثورة الإسلامية في جمهورية إيران الإسلامية.

## الحياة في بلجيكا
أكملت دراستها الجامعية في بلجيكا وتخرجت مرة أخرى من كلية طب الأسنان.

## مجموعة «دع الإيرانيات يدخلن ملاعبهن»
في عام 2014 أسّست مجموعة «دع النساء الإيرانيات يدخلن الملاعب» سعيا من أجل حق النساء الإيرانيات في حضور الألعاب الرياضية في الملاعب ، وقامت باستخدام حظر الاستاد كرمز لأحد أشكال التمييز التي تواجهها النساء الإيرانيات بشكل يومي.
في فبراير 2015، كتبت داريا سافاي رسالة إلى جوزيف بلاتر، في ذلك الوقت، رئيس الاتحاد الدولي لكرة القدم، حول وضع المرأة الإيرانية  وما تتوقعه من الاتحاد الدولي لكرة القدم لمخالفة أيران للوائح الفيفا من حيث التمييز العنصري أو العرقي في المادة رقم 3 من قوانين الفيفا:
«التمييز من أي نوع ضد بلد أو شخص أو مجموعة أشخاص بسبب العرق أو لون الجلد أو الأصل العرقي أو القومي أو الاجتماعي أو الجنس أو اللغة أو الدين أو الرأي السياسي أو أي رأي آخر أو الثروة أو المولد أو أي وضع آخر يحظر أو يعاقب أو يعرقل هذه الميول الجنسية أو أي سبب آخر من خلال التعليق أو الطرد» وقد تم دعم هذه الرسالة وتوقيعها من قبل أكثر من 200 من الأكاديميين الإيرانيين البارزين والنشطاء من النشطاء والمدنيين والسياسيين والفنانين.
في دورة الألعاب الأولمبية 2016 في ريو دي جانيرو، قامت بعرض شعارها خلال مباريات الكرة الطائرة لفريق كرة الطائرة الإيراني للرجال. هذا العمل تسبب في الكثير من الجدل. وهدد المسؤولون وأفراد الأمن الأوليمبيون بإخراجها لحملها لافتة أمام الكاميرات. لكنها لم تخرج وعرضت العلامة أثناء الألعاب المختلفة. تمت تغطية هذه القصة من قبل وسائل الإعلام في جميع أنحاء العالم.
في 2 يونيو 2017، عرضت داريا سافاي وأحد النشطاء من زملائها شعار «دعوا النساء الإيرانيات يدخلن الملاعب» خلال مباراة بين المنتخب الإيطالي والإيراني في الدوري العالمي للكرة الطائرة في بيسارو، إيطاليا. ويُزعم أن ضباط الشرطة الإيطالية منعوهم من استكمال التظاهرة، وقاموا بإخراج داريا سافاي بالقوة من مدرجات الملعب، وقطعوا اللافتة إلى قطع، حسب تصوير أحد المارة على الأقل، وفي 4 يونيو 2017، حثت الصحفية الإيطالية ميشيل سيرا، في عمودها اليومي الذي وُضع في الصفحة الأولى من صحيفة لا ريبوبليكا، السلطات الإيطالية على إصدار اعتذار رسمي لصالح داريا سافاي. واعتبارًا من 5 يونيو 2017، لم تصدر السلطات الإيطالية أي بيان رسمي حتي الآن.

## كتاباتها
في أكتوبر 2015 تم نشر كتابها "Lopen tegen de wind"، عن قصة حياتها ومكافحتها ضد التمييز ضد المرأة الإيرانية.

## تكريمها
في 21 مارس 2016، حصلت على جائزة أيبينهاوتن سبور لجدارتها الاستثنائية كوافدة وناشطة حقوقية جديدة.
وفي ديسمبر 2016، حصلت على لقب «نساء السلام» من قبل وزيرة الدولة البلجيكية لتكافؤ الفرص في مجلس الشيوخ البلجيكي، بسبب كفاحها من أجل حقوق المرأة.